# Folkmusikfestival
En folkmusikfestival är en musikfestival för folkmusik och folklig dans. 

## Exempel

### Finland
- Kaustby folkmusikfestival

### Sverige
- Backafestivalen
- Falun Folkmusik Festival (nedlagd)
- FiN-festifalen i Norrköping (nedlagd)
- Grebbestad folkmusikfestival
- Korrö folkmusikfestival
- Linköpings folkmusikfestival
- Stockholm Folk Festival, Hässelby slott[1]
- Uddevalla folkmusikfestival
- Umefolk